# Natascha Ausma
Natascha Ausma (17 de julio de 1996) es una deportista neerlandesa que compite en judo. Ganó una medalla de plata en el Campeonato Europeo de Judo por Equipo Mixto de 2018.

## Palmarés internacional
| Campeonato Europeo por Equipo Mixto | Campeonato Europeo por Equipo Mixto | Campeonato Europeo por Equipo Mixto | Campeonato Europeo por Equipo Mixto |
| Año                                 | Lugar                               | Medalla                             | Categoría                           |
| ----------------------------------- | ----------------------------------- | ----------------------------------- | ----------------------------------- |
| 2018                                | Ekaterimburgo (Rusia)               | Medalla de plata                    | Equipo mixto                        |